# Nederlands kampioenschap badminton
De Nederlandse kampioenschappen badminton zijn jaarlijkse door Badminton Nederland georganiseerde Nederlandse nationale kampioenschappen voor badmintonners.

## Geschiedenis
De eerste nationale kampioenschappen werden georganiseerd in 1932. 
| Jaar      | Heren Enkelspel               | Dames Enkelspel               | Heren Dubbel                                 | Dames Dubbel                            | Mixed Dubbel                               |
| --------- | ----------------------------- | ----------------------------- | -------------------------------------------- | --------------------------------------- | ------------------------------------------ |
| 1932      | J. P. H. Woltman              | Mence Dros-Canters            | J. P. H. Woltman Dirk Stikker                | Mence Dros-Canters K. Pabst             | J. P. H. Woltman Mence Dros-Canters        |
| 1933      | J. P. H. Woltman              | C. Jansen                     | J. M. de Haas E. H. den Hoed                 | Annie W. Ernst C. Jansen                | J. M. de Haas C. Jansen                    |
| 1934      | E. H. den Hoed                | C. Jansen                     | J. M. de Haas E. H. den Hoed                 | Annie W. Ernst C. Jansen                | J. M. de Haas C. Jansen                    |
| 1935      | J. P. H. Woltman              | C. Jansen                     | J. P. H. Woltman W. E. Dingemans             | Annie W. Ernst C. Jansen                | J. P. H. Woltman Annie W. Ernst            |
| 1936      | E. H. den Hoed                | C. Jansen                     | J. M. de Haas E. H. den Hoed                 | Annie W. Ernst C. Jansen                | J. M. de Haas C. Jansen                    |
| 1937      | J. M. de Haas                 | C. Jansen                     | J. M. de Haas H. Ernst                       | L. van der Laan C. Jansen               | J. M. de Haas C. Jansen                    |
| 1938      | E. H. den Hoed                | Annie W. Ernst                | E. H. P. Swarte E. H. den Hoed               | Annie W. Ernst H. Dresselhuys           | J. M. de Haas A. Smits                     |
| 1939 1952 | Geen competitie               | Geen competitie               | Geen competitie                              | Geen competitie                         | Geen competitie                            |
| 1953      | E. H. den Hoed                | Annie W. Koch-Ernst           | J. M. de Haas E. H. den Hoed                 | Niet plaatsgevonden                     | Leen Verhoef Els Robbé                     |
| 1954      | E. H. den Hoed                | Annie W. Koch-Ernst           | Leen Verhoef Bob Loo                         | Annie W. Koch-Ernst P. van Aken         | Bob Loo C. C. Boelens                      |
| 1955      | E. H. den Hoed                | Els Robbé                     | Leen Verhoef Bob Loo                         | J. Verhoef Els Robbé                    | Leen Verhoef Els Robbé                     |
| 1956      | Bob Loo                       | Annie W. Koch-Ernst           | Leen Verhoef Bob Loo                         | Annie W. Koch-Ernst Agnes van Leeuwen   | P. Bosman Annie W. Koch-Ernst              |
| 1957      | Bob Loo                       | Frieda Quist                  | H. K. Loo Bob Loo                            | Annie W. Koch-Ernst Frieda Quist        | J. Berendsen Els Robbé                     |
| 1958      | Bob Loo                       | Els Robbé                     | Ruud de Wit Rob de Wit                       | Annie W. Koch-Ernst Frieda Quist        | Bob Loo Frieda Quist                       |
| 1959      | Ruud de Wit                   | Els Robbé                     | Ruud de Wit Rob de Wit                       | Els Robbé Agnes van Leeuwen             | Piet Veentjer Els Robbé‚                   |
| 1960      | Pim Seth Paul                 | Els Robbé                     | Hans Kok Karel van der Burg                  | Marloes van Swelm Janny Keps            | Lex Meijer Frieda Quist                    |
| 1961      | Pim Seth Paul                 | Els Robbé                     | Pim Seth Paul Lex Meijer                     | Els Robbé Wil Haye                      | Pim Seth Paul Marloes van Swelm            |
| 1962      | Pim Seth Paul                 | Imre Rietveld                 | Pim Seth Paul Lex Meijer                     | Marja Ridder Imre Rietveld              | Pim Seth Paul Marloes van Swelm            |
| 1963      | Cees Broedelet                | Imre Rietveld                 | Jo van der Sluys Hans Sweep                  | Marja Ridder Imre Rietveld              | Jos Rijmers Imre Rietveld                  |
| 1964      | Herman Leidelmeijer           | Imre Rietveld                 | Henk Weys Vic Leunissen                      | Marja Ridder Imre Rietveld              | Lex Meijer Marloes van Swelm               |
| 1965      | Herman Leidelmeijer           | Agnes Geene                   | Pim Seth Paul Leo Kountul                    | Agnes Geene Imre Rietveld               | Jos Rijmers Marja Ridder                   |
| 1966      | Huub van Ginneken             | Agnes Geene                   | Herman Leidelmeijer Leo Kountul              | Marja Ridder Lili ter Metz              | Ruud van Ginneken Felice de Nooyer         |
| 1967      | Herman Leidelmeijer           | Felice de Nooyer              | Herman Leidelmeijer Leo Kountul              | Marja Ridder Agnes Geene                | Ruud van Ginneken Felice de Nooyer         |
| 1968      | Herman Leidelmeijer           | Agnes Geene                   | Herman Leidelmeijer Leo Kountul              | Margot ter Metz Lili ter Metz           | Herman Leidelmeijer Lili ter Metz          |
| 1969      | Herman Leidelmeijer           | Joke van Beusekom             | Huub van Ginneken Ruud van Ginneken          | Joke van Beusekom Felice de Nooyer      | Herman Leidelmeijer Lili ter Metz          |
| 1970      | Ruud van Ginneken             | Joke van Beusekom             | Rudy Hartog Ad Verhoof                       | Marja Ridder Marjan Luesken             | Ruud van Ginneken Felice de Nooyer         |
| 1971      | Rob Ridder                    | Joke van Beusekom             | Herman Leidelmeijer Piet Ridder              | Joke van Beusekom Felice de Nooyer      | Ruud van Ginneken Felice de Nooyer         |
| 1972      | Ruud van Ginneken             | Joke van Beusekom             | Herman Leidelmeijer Piet Ridder              | Lili ter Metz Agnes van der Meulen      | Piet Ridder Lili ter Metz                  |
| 1973      | Ruud van Ginneken             | Agnes van der Meulen          | Huub van Ginneken Clemens Wortel             | Marja Ridder Marjan Luesken             | Huub van Ginneken Joke van Beusekom        |
| 1974      | Rob Ridder                    | Joke van Beusekom             | Boudewijn Ridder Rob Ridder                  | Marja Ridder Agnes van der Meulen       | Huub van Ginneken Joke van Beusekom        |
| 1975      | Rob Ridder                    | Joke van Beusekom             | Clemens Wortel Guus de Vogel                 | Joke van Beusekom Marjan Luesken        | Rob Ridder Marja Ridder                    |
| 1976      | Rob Ridder                    | Joke van Beusekom             | Boudewijn Ridder Rob Ridder                  | Joke van Beusekom Marjan Luesken        | Guus van der Vlugt Marjan Luesken          |
| 1977      | Rob Ridder                    | Joke van Beusekom             | Rob Ridder Piet Ridder                       | Joke van Beusekom Marjan Ridder-Leusken | Rob Ridder Marjan Ridder-Leusken           |
| 1978      | Rob Ridder                    | Joke van Beusekom             | Rob Ridder Piet Ridder                       | Joke van Beusekom Marjan Ridder-Leusken | Rob Ridder Marjan Ridder-Leusken           |
| 1979      | Rob Ridder                    | Joke van Beusekom             | Herman Leidelmeijer Guus de Vogel            | Hanke de Kort Marja Ravelli             | Rob Ridder Marjan Ridder-Leusken           |
| 1980      | Rob Ridder                    | Joke van Beusekom             | Herman Leidelmeijer Guus van der Vlugt       | Hanke de Kort Marja Ravelli             | Rob Ridder Joke van Beusekom               |
| 1981      | Rob Ridder                    | Marjan Ridder                 | Herman Leidelmeijer Rob Ridder               | Joke van Beusekom Marjan Ridder-Leusken | Rob Ridder Marjan Ridder-Leusken           |
| 1982      | Guus van der Vlugt            | Joke van Beusekom             | Herman Leidelmeijer Rob Ridder               | Joke van Beusekom Marjan Ridder-Leusken | Rob Ridder Marjan Ridder-Leusken           |
| 1983      | Uun Santosa                   | Eline Coene                   | Uun Santosa Rob Ridder                       | Joke van Beusekom Karin van der Valk    | Rob Ridder Marjan Ridder-Leusken           |
| 1984      | Lex Coene                     | Eline Coene                   | Bas von Barnau Sijthoff Pierre Pelupessy     | Paula Kloet Karin van der Valk          | Bas von Barnau Sijthof Jeannette van Driel |
| 1985      | Lex Coene                     | Eline Coene                   | Bas von Barnau Sijthoff Pierre Pelupessy     | Eline Coene Erica van Dijck             | Rob Ridder Erica van Dijck                 |
| 1986      | Lex Coene                     | Eline Coene                   | Uun Santosa Rob Ridder                       | Eline Coene Erica van Dijck             | Rob Ridder Erica van Dijck                 |
| 1987      | Pierre Pelupessy              | Monique Hoogland              | Bas von Barnau Sijthoff Uun Santosa          | Monique Hoogland Paula Rip-Kloet        | Rob Ridder Erica van Dijck                 |
| 1988      | Uun Santosa                   | Astrid van der Knaap          | Alex Meijer Pierre Pelupessy                 | Eline Coene Erica van Dijck             | Alex Meijer Erica van Dijck                |
| 1989      | Pierre Pelupessy              | Eline Coene                   | Bas von Barnau Sijthoff Michel Redeker       | Eline Coene Erica van Dijck             | Bas von Barnau Sijthof Jeannete Coemat     |
| 1990      | Pierre Pelupessy              | Monique Hoogland              | Seno The Uun Santosa                         | Eline Coene Erica van Dijck             | Alex Meijer Erica van Dijck                |
| 1991      | Chris Bruil                   | Astrid van der Knaap          | Alex Meijer Chris Bruil                      | Eline Coene Erica van den Heuvel        | Randy Trieling Erica van den Heuvel        |
| 1992      | Jeroen van Dijk               | Eline Coene                   | Pierre Pelupessy Alex Meijer                 | Eline Coene Erica van den Heuvel        | Randy Trieling Erica van den Heuvel        |
| 1993      | Jeroen van Dijk               | Astrid van der Knaap          | Chris Bruil Ron Michels                      | Eline Coene Erica van den Heuvel        | Quinten van Dalm Nicole van Hooren         |
| 1994      | Pierre Pelupessy              | Astrid van der Knaap          | Ruud Kuijten Joris van Soerland              | Eline Coene Erica van den Heuvel        | Ron Michels Erica van den Heuvel           |
| 1995      | Jeroen van Dijk               | Brenda Beenhakker             | Ron Michels Quinten van Dalm                 | Georgy Trouerbach Nicole van Hooren     | Ron Michels Sonja Mellink                  |
| 1996      | Jeroen van Dijk               | Judith Meulendijks            | Ron Michels Quinten van Dalm                 | Nicole van Hooren Brenda Conijn         | Ron Michels Erica van den Heuvel           |
| 1997      | Jeroen van Dijk               | Brenda Beenhakker             | Quinten van Dalm Dennis Lens                 | Erica van den Heuvel Monique Hoogland   | Quinten van Dalm Nicole van Hooren         |
| 1998      | Jeroen van Dijk               | Brenda Beenhakker             | Quinten van Dalm Dennis Lens                 | Erica van den Heuvel Moniqe Hoogland    | Quinten van Dalm Nicole van Hooren         |
| 1999      | Joris van Soerland            | Brenda Beenhakker             | Quinten van Dalm Dennis Lens                 | Erica van den Heuvel Lonneke Janssen    | Norbert van Barneveld Erica van den Heuvel |
| 2000      | Dicky Palyama                 | Brenda Beenhakker             | Quinten van Dalm Dennis Lens                 | Erica van den Heuvel Lonneke Janssen    | Chris Bruil Erica van den Heuvel           |
| 2001      | Dicky Palyama                 | Mia Audina                    | Quinten van Dalm Dennis Lens                 | Nicole van Hooren Lotte Jonathans       | Dennis Lens Nicole van Hooren              |
| 2002      | Dicky Palyama                 | Yao Jie                       | Tijs Creemers Quinten van Dalm               | Carolien Glebbeek Martine Glebbeek      | Chris Bruil Lotte Jonathans                |
| 2003      | Dicky Palyama                 | Yao Jie                       | Dennis Lens Joéli Residay                    | Mia Audina Lotte Jonathans              | Chris Bruil Lotte Jonathans                |
| 2004      | Dicky Palyama                 | Yao Jie                       | Dicky Palyama Chris Bruil                    | Yao Jie Lotte Bruil-Jonathans           | Chris Bruil Lotte Jonathans                |
| 2005      | Dicky Palyama                 | Yao Jie                       | Dennis Lens Joéli Residay                    | Brenda Beenhakker Karina de Wit         | Chris Bruil Lotte Jonathans                |
| 2006      | Dicky Palyama                 | Mia Audina                    | Jürgen Wouters Ruud Bosch                    | Brenda Beenhakker Judith Meulendijks    | Chris Bruil Lotte Jonathans                |
| 2007      | Dicky Palyama                 | Yao Jie                       | Rikkert Suijkerland Dennis van Daalen De Jel | Brenda Beenhakker Judith Meulendijks    | Chris Bruil Lotte Jonathans                |
| 2008      | Dicky Palyama                 | Judith Meulendijks            | Dennis Lens Joéli Residay                    | Karina de Wit Ginny Severien            | Ruud Bosch Paulien van Dooremalen          |
| 2009      | Eric Pang                     | Yao Jie                       | Ruud Bosch Koen Ridder                       | Lotte Jonathans Yao Jie                 | Jorrit de Ruiter Ilse Vaessen              |
| 2010      | Eric Pang                     | Yao Jie                       | Jacco Arends Jelle Maas                      | Lotte Jonathans Paulien van Dooremalen  | Dave Khodabux Samantha Barning             |
| 2011      | Eric Pang                     | Yao Jie                       | Ruud Bosch Koen Ridder                       | Lotte Jonathans Paulien van Dooremalen  | Ruud Bosch Lotte Jonathans                 |
| 2012      | Eric Pang                     | Judith Meulendijks            | Jacco Arends Jelle Maas                      | Selena Piek Iris Tabeling               | Dave Khodabux Selena Piek                  |
| 2013      | Eric Pang                     | Yao Jie                       | Ruud Bosch Koen Ridder                       | Samantha Barning Eefje Muskens          | Ruud Bosch Selena Piek                     |
| 2014      | Eric Pang                     | Gayle Mahulette               | Jacco Arends Jelle Maas                      | Selena Piek Eefje Muskens               | Jacco Arends Selena Piek                   |
| 2015      | Eric Pang                     | Soraya de Visch Eijbergen     | Jacco Arends Jelle Maas                      | Selena Piek Eefje Muskens               | Jacco Arends Selena Piek                   |
| 2016      | Erik Meijs                    | Soraya de Visch Eijbergen     | Jacco Arends Jelle Maas                      | Selena Piek Eefje Muskens               | Jacco Arends Selena Piek                   |
| 2017      | Mark Caljouw                  | Gayle Mahulette               | Jelle Maas Robin Tabeling                    | Cheryl Seinen Iris Tabeling             | Robin Tabeling Cheryl Seinen               |
| 2018      | Mark Caljouw                  | Gayle Mahulette               | Jelle Maas Robin Tabeling                    | Cheryl Seinen Selena Piek               | Robin Tabeling Cheryl Seinen               |
| 2019      | Mark Caljouw                  | Soraya de Visch Eijbergen     | Jelle Maas Robin Tabeling                    | Cheryl Seinen Selena Piek               | Ruben Jille Imke van der Aar               |
| 2020      | Mark Caljouw                  | Soraya de Visch Eijbergen     | Ruben Jille Ties van der Lecq                | Cheryl Seinen Selena Piek               | Robin Tabeling Selena Piek                 |
| 2021      | Geen competitie vanwege Covid | Geen competitie vanwege Covid | Geen competitie vanwege Covid                | Geen competitie vanwege Covid           | Geen competitie vanwege Covid              |
| 2022      | Mark Caljouw                  | Gayle Mahulette               | Robin Tabeling Ties van der Lecq             | Deborah Jille Cheryl Seinen             | Ties van der Lecq Deborah Jille            |
| 2023      | Joran Kweekel                 | Nadia Choukri                 | Ruben Jille Ties van der Lecq                | Deborah Jille Cheryl Seinen             | Robin Tabeling Selena Piek                 |
| 2024      | Joran Kweekel                 | Chloe Mayer                   | Ruben Jille Andy Buijk                       | Imke van der Aar Alyssa Tirtosentono    | Brian Wassink Jaymie Laurens               |
| 2025      | Joran Kweekel                 | Novi Wieland                  | Robin Tabeling Mark Caljouw                  | Debora Jille Alyssa Tirtosentono        | Ties van der Lecq Debora Jille             |